# Глазачев, Иван Васильевич
Иван Васильевич Глазачев (1900—1968) — советский военный деятель, генерал-майор.

## Биография
Родился 26 октября 1900 года в деревне Ивановская Шенкурского уезда Архангельской губернии (ныне — Шенкурский район Архангельской области) в крестьянской семье.
Окончил церковно-приходскую школу и вечернюю среднюю школу. В марте 1918 года вступил в Красную армию. Участник Гражданской войны в России, затем в 1920-х годах был военкомом в Шенкурском и Мезенском, позже — в Каргопольском районах Архангельской области.
В начале 1930-х годов был начальником одного из отделов Ленинградского военного округа. В 1933—1935 годах — начальник отдела штаба Особой Краснознаменной Дальневосточной Армии в Хабаровске; в 1936—1937 годах — заместитель начальника штаба Дальневосточного военного округа.
В 1938 году окончил заочный факультет Военной академии им. М. В. Фрунзе и в этом же году был назначен заместителем начальника штаба 2-й Отдельной армии (Хабаровск). Принимал участие в боевых действиях у озера Хасан и на реке Халхин-Гол (май-сентябрь 1939), а также в войне с Японией.
В сентябре 1945 года И. В. Глазачеву было присвоено воинское звание генерал-майора.
С 1946 года служил заместителем начальника штаба Уральского военного округа по оргмоб вопросам.
Вышел в отставку в 1953 году. Жил в Свердловске. Умер 29 марта 1968 года, похоронен на Широкореченском кладбище.

## Награды
- Награждён орденом Ленина (21.02.1945)[3], тремя орденами Красного Знамени (03.11.1944[4], 08.09.1945[5], 15.11.1950[6]), орденом Красной Звезды (12.11.1943)[7], а также медалями, среди которых «XX лет Рабоче-Крестьянской Красной Армии», «За победу над Германией в Великой Отечественной войне 1941—1945 гг.» (09.05.1945), «За победу над Японией» и «30 лет Советской Армии и Флота».